# Траунзее
Тра́унзее (Траунзі) (нім. Traunsee) — озеро, розташоване у Верхній Австрії, в Альпах. Завдяки максимальній глибині у 191 метрів озеро є найглибшим внутрішнім озером Австрії. На озері розташовані міста Гмунден, Траункірхен.

## Фотогалерея

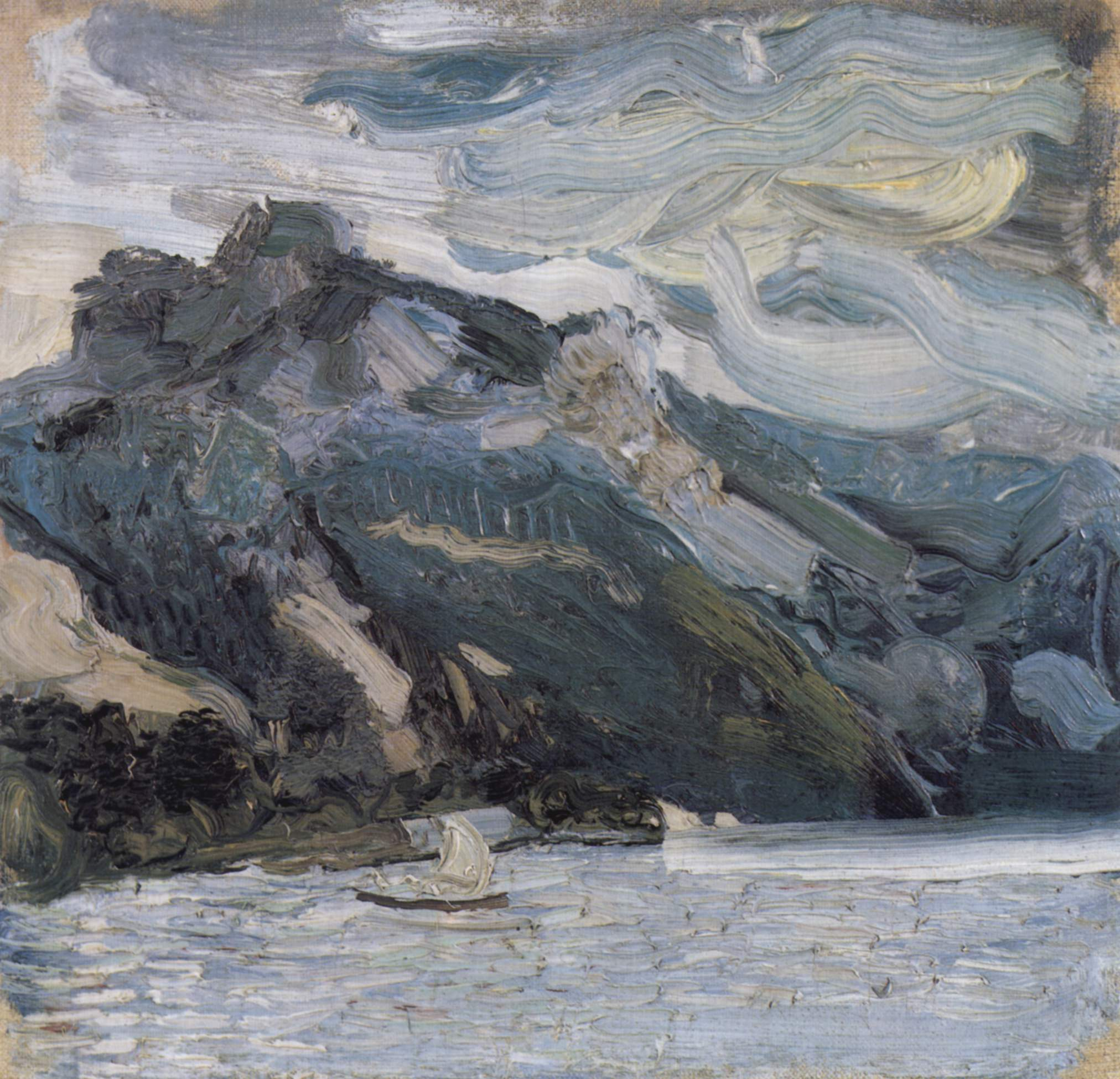
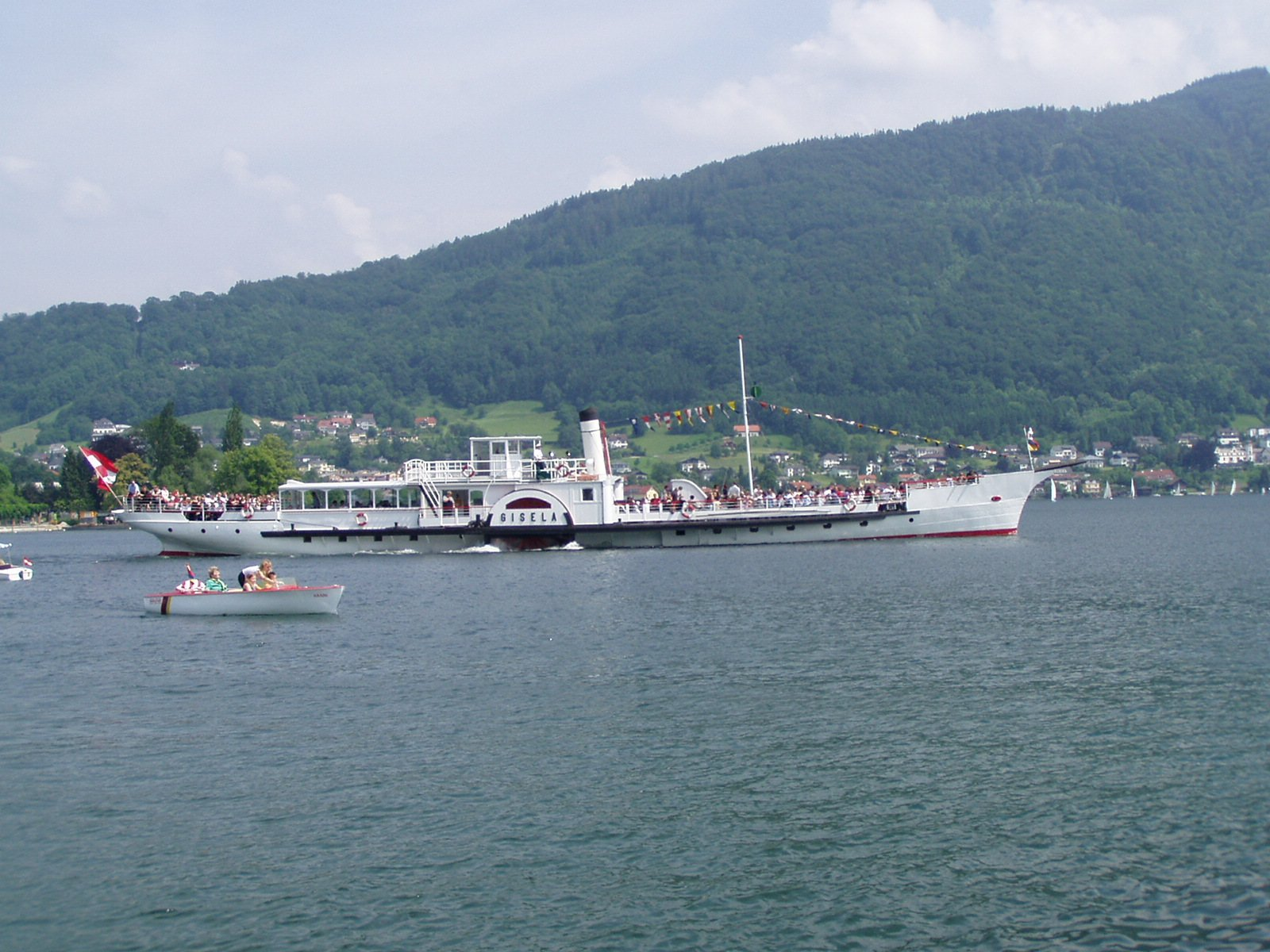
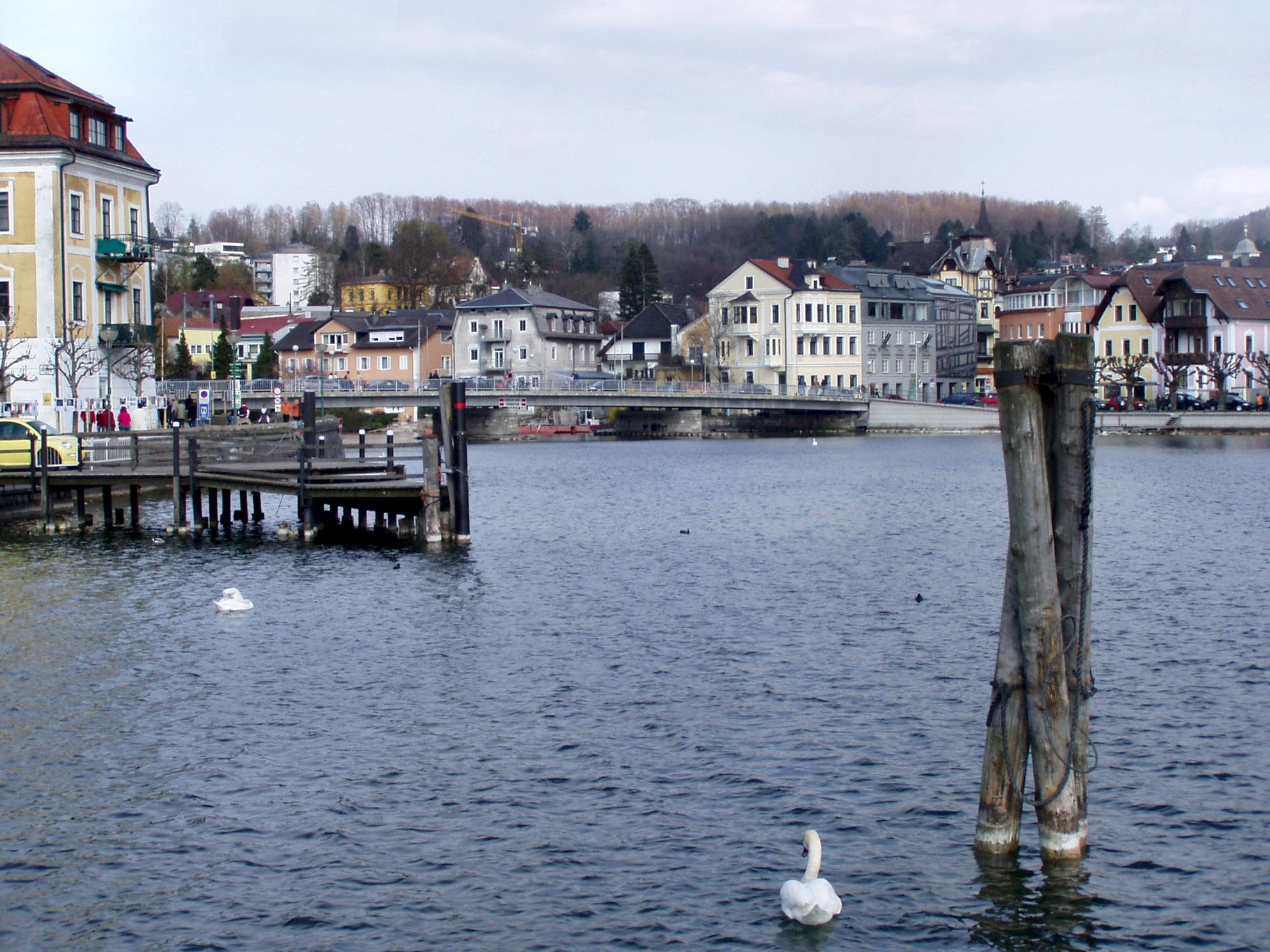